# Herminia paupericula
Herminia paupericula är en fjärilsart som beskrevs av John Henry Leech 1900. Herminia paupericula ingår i släktet Herminia och familjen nattflyn. Inga underarter finns listade i Catalogue of Life.